# دخانية مفترشة
دخانية مفترشة (الاسم العلمي: Fumana procumbens) هي نوع من النباتات يتبع جنس الدخانية من الفصيلة القريضية.

## الموئل والانتشار
موطنه شمال الشام حيث ينتشر في منطقة عنتاب.